# VirtualDubMod
VirtualDubMod — программа, основанная на исходных кодах VirtualDub и множестве полезных добавлений. Интерфейс VirtualDubMod похож на VirtualDub. VirtualDubMod имеет существенное отличие — меню Audio заменено на Streams, что отражает нацеленность на работу с несколькими аудиопотоками и каналами субтитров.
VirtualDubMod поддерживает контейнеры MKV и OGM.
В отличие от VirtualDub, VirtualDubMod может открывать не только файлы AVI и MPEG-1, но и VOB, MPEG-2, OGM, Matroska (MKV), а также поддерживает множество звуковых форматов: AC3, WAV, MP3, Ogg Vorbis, DTS, SRT файлы (ASCII/Unicode). Одним из самых главных отличий от VirtualDub является возможность работать со множеством аудиопотоков, то есть в AVI-файл можно добавить несколько звуковых дорожек в разных форматах. Также поддерживается и открытие подобных файлов с DVD — VOB.
VirtualDubMod обладает следующими возможностями:
- Поддержка контейнеров OGM и MKV (Matroska) (только версии 1.0).
- Поддержка нескольких звуковых потоков в одном файле.
- Поддержка звуковых потоков форматов OGG/VBR MP3/AC3/DTS.
- Работа с AC3-треками и MP3 с переменным битрейтом (VBR)
- Поддержка потоков титров в формате SRT (ASCII/Unicode).
- Возможность добавления комментариев к потокам и разделам видеопотока (сhapters, по аналогии с DVD), все также с поддержкой Unicode.
- Поддержка импорта MPEG2 (pulldown флаги игнорируются).
- Расширенная поддержка AVISynth (редактор AVS, подсветка синтаксиса с поддержкой AVISynth, AVS шаблоны).
- Улучшенный поиск ошибок в видеопотоке.
- NET mod, так называемая распределенная сетевая обработка/кодирование.
- Расширенная информация о видеофайле.
- Экспорт кадров в PNG.

С 2007 года авторы не участвуют в разработке.
Последняя версия программы, на которые дается ссылка на официальном сайте, является обновлением для предыдущего полного дистрибутива.